# Associazione Calcio Spezia 1993-1994
Questa voce raccoglie le informazioni riguardanti l'Associazione Calcio Spezia nelle competizioni ufficiali della stagione 1993-1994.

## Stagione
Nella stagione 1993-1994 in Serie C1 e C2 ci sono importanti innovazioni a livello regolamentare. Viene introdotta la vittoria da tre punti, e per quanto concerne promozioni e retrocessioni, a parte la prima e l'ultima della classifica, si introduce la coda dei playoff e playout. Lo Spezia è affidato al giovane tecnico emergente Adriano Cadregari che non riesce a risolvere i problemi endemici d'attacco degli aquilotti. Con la vittoria da tre punti il pareggio vale quasi una sconfitta, quindi bisogna vincere, ma lo Spezia pareggia 17 partite su 34 e vince solo 5 partite. Al termine del girone di andata Francesco Specchia avvicenda Cadregari, senza che nulla cambi. Dopo la batosta di Leffe (5-2) si ritorna da Claudio Onofri che però non evita i playout, poi persi nella doppia sfida fratricida con la Massese, sarebbe Serie C2 per lo Spezia. Ma i conti in ordine della società, e le delibere della CAF che penalizzano Mantova, Triestina e Palazzolo, permettono agli aquilotti il ripescaggio in Serie C1.

## Rosa
| N. |                   | Ruolo | Calciatore           |
| -- | ----------------- | ----- | -------------------- |
|    | Italia (bandiera) | A     | Luca Alberti         |
|    | Italia (bandiera) | D     | Claudio Amarotti     |
|    | Italia (bandiera) | D     | Nicola Bambini       |
|    | Italia (bandiera) | C     | Paolo Bonfandini     |
|    | Italia (bandiera) | D     | Omar Bosetti         |
|    | Italia (bandiera) | D     | David Cappelletti    |
|    | Italia (bandiera) | A     | Marco Cavicchia      |
|    | Italia (bandiera) | C     | Luca Ferdeghini      |
|    | Italia (bandiera) | P     | Ivan Gamberini       |
|    | Italia (bandiera) | A     | Vincenzo Giambrone   |
|    | Italia (bandiera) | C     | Massimiliano Lazzoni |
|    | Italia (bandiera) | C     | Fabio Lorieri        |
|    | Italia (bandiera) | D     | Andrea Maida         |
|    | Italia (bandiera) | C     | Primo Maragliulo     |

| N. |                   | Ruolo | Calciatore              |
| -- | ----------------- | ----- | ----------------------- |
|    | Italia (bandiera) | C     | Valerio Mazzucato       |
|    | Italia (bandiera) | C     | Liborio Mirisola        |
|    | Italia (bandiera) | A     | Giuseppe Mosca          |
|    | Italia (bandiera) | C     | Roberto Mosca           |
|    | Italia (bandiera) | D     | Massimiliano Nardecchia |
|    | Italia (bandiera) | D     | Giacomo Nincheri        |
|    | Italia (bandiera) | A     | Angelo Oliva            |
|    | Italia (bandiera) | C     | Cristian Pepe           |
|    | Italia (bandiera) | C     | Massimiliano Sabbadin   |
|    | Italia (bandiera) | C     | Cristiano Scazzola      |
|    | Italia (bandiera) | A     | Cristiano Troli         |
|    | Italia (bandiera) | D     | Giuseppe Vecchio        |
|    | Italia (bandiera) | P     | Mirko Vignale           |

## Risultati

### Serie C1

#### Girone di andata
| Arbitro: | Rossi (Ciampino) |

|                       |           |  |
| Maragliulo 78’ (rig.) | Marcatori |  |

| Arbitro: | Vendramin (Castelfranco Veneto) |

|  |           |          |
|  | Marcatori | 40’ Pepe |

| Arbitro: | Freddi (Sassari) |

|           |           |          |
| Oliva 23’ | Marcatori | 35’ Pasa |

| Arbitro: | Longo (Paola) |

|                             |           |           |
| Pergolizzi 80’ Campione 89’ | Marcatori | 60’ Troli |

| Arbitro: | Ruggiero (Nocera Inferiore) |

|                          |           |                          |
| R. Mosca 31’ Vecchio 56’ | Marcatori | 4’, 34’ (rig.) S. Protti |

| Arbitro: | M. Branzoni (Pavia) |

|                                             |           |  |
| F. Fermanelli 3’, 10’ (rig.), 65’ Ratti 17’ | Marcatori |  |

| La Spezia 24 ottobre 1993 7ª giornata | Spezia           | 0 – 0 | Pro Sesto | Stadio Alberto Picco\| Arbitro: \| Bancale (Latina) \| |
| Arbitro:                              | Bancale (Latina) |       |           |                                                        |

| La Spezia 31 ottobre 1993 8ª giornata | Spezia          | 0 – 0 | Alessandria | Stadio Alberto Picco\| Arbitro: \| Rizzo (Catania) \| |
| Arbitro:                              | Rizzo (Catania) |       |             |                                                       |

| Arbitro: | Nucini (Bergamo) |

|                            |           |  |
| Ceccaroni 60’ Califano 77’ | Marcatori |  |

| La Spezia 14 novembre 1993 10ª giornata | Spezia               | 0 – 0 | Como | Stadio Alberto Picco\| Arbitro: \| Calabrese (Avezzano) \| |
| Arbitro:                                | Calabrese (Avezzano) |       |      |                                                            |

| Arbitro: | G. Bizzotto (Castelfranco Veneto) |

|                             |           |                           |
| G. Bizzarri 10’ Zamuner 86’ | Marcatori | 63’ Mazzucato 89’ Bambini |

| La Spezia 28 novembre 1993 12ª giornata | Spezia                     | 0 – 0 | Leffe | Stadio Alberto Picco\| Arbitro: \| Cardella (Torre del Greco) \| |
| Arbitro:                                | Cardella (Torre del Greco) |       |       |                                                                  |

| Arbitro: | Calvi (Milano) |

|                         |           |  |
| Pedriali 30’ Nistri 90’ | Marcatori |  |

| Arbitro: | Casaluci (Lecce) |

|               |           |            |
| Cavicchia 66’ | Marcatori | 72’ Cerone |

| Arbitro: | De Prisco (Nocera Inferiore) |

|                |           |  |
| S. Mariani 82’ | Marcatori |  |

| Arbitro: | Fausti (Milano) |

|                            |           |                         |
| Scazzola 21’ Cavicchia 91’ | Marcatori | 30’ Cossato 51’ R. Gori |

| Palazzolo sull'Oglio 16 gennaio 1994 17ª giornata | Palazzolo           | 0 – 0 | Spezia | Stadio Comunale\| Arbitro: \| Pisacreta (Salerno) \| |
| Arbitro:                                          | Pisacreta (Salerno) |       |        |                                                      |

#### Girone di ritorno
| Arbitro: | F. Bizzotto (Castelfranco Veneto) |

|                    |           |  |
| Vecchio 24’ (aut.) | Marcatori |  |

| Arbitro: | D. Messina (Bergamo) |

|             |           |                    |
| Vecchio 15’ | Marcatori | 79’ (aut.) Vecchio |

| Arbitro: | Cicogna (San Donà di Piave) |

|                         |           |  |
| M. Gori 14’ Pacione 86’ | Marcatori |  |

| Arbitro: | D'Errico (Frattamaggiore) |

|                           |           |                |
| Scazzola 1’ Mazzucato 71’ | Marcatori | 36’ I. Bonetti |

| Carpi 20 febbraio 1994 22ª giornata | Carpi            | 0 – 0 | Spezia | Stadio Sandro Cabassi\| Arbitro: \| Freddi (Sassari) \| |
| Arbitro:                            | Freddi (Sassari) |       |        |                                                         |

| Arbitro: | Ercolino (Cassino) |

|  |           |             |
|  | Marcatori | 45’ Superbi |

| Arbitro: | Calabrese (Avezzano) |

|  |           |           |
|  | Marcatori | 48’ Troli |

| Arbitro: | Strazzera (Trapani) |

|                           |           |  |
| Serioli 32’ Terzaroli 86’ | Marcatori |  |

| La Spezia 27 marzo 1994 26ª giornata | Spezia            | 0 – 0 | Prato | Stadio Alberto Picco\| Arbitro: \| Ferrarini (Parma) \| |
| Arbitro:                             | Ferrarini (Parma) |       |       |                                                         |

| Arbitro: | Ruggiero (Nocera Inferiore) |

|                                                    |           |  |
| Dionigi 5’, 7’ Manzo 34’ Mirabelli 84’ Parente 88’ | Marcatori |  |

| La Spezia 17 aprile 1994 28ª giornata | Spezia             | 0 – 0 | SPAL | Stadio Alberto Picco\| Arbitro: \| Gambino (Barletta) \| |
| Arbitro:                              | Gambino (Barletta) |       |      |                                                          |

| Arbitro: | Baglioni (Prato) |

|                                                   |           |                          |
| Balesini 7’, 32’, 78’ (rig.), 91’ Maffioletti 43’ | Marcatori | 72’, 74’ (rig.) Scazzola |

| Arbitro: | Genovese (Avellino) |

|                                             |           |             |
| Mazzucato 21’ Scazzola 31’ (rig.) Oliva 61’ | Marcatori | 27’ Putelli |

| Trieste 8 maggio 1994 31ª giornata | Triestina          | 0 – 0 | Spezia | Stadio Nereo Rocco\| Arbitro: \| Tripaldi (Potenza) \| |
| Arbitro:                           | Tripaldi (Potenza) |       |        |                                                        |

| Arbitro: | Misticoni (Ascoli Piceno) |

|              |           |            |
| Mirisola 29’ | Marcatori | 86’ Ghezzi |

| Arbitro: | Cardella (Torre del Greco) |

|                                |           |                     |
| Antonioli 13’ R. Gori 32’, 41’ | Marcatori | 17’ (rig.) Scazzola |

| Arbitro: | Pirrone (Messina) |

|           |           |                  |
| Troli 26’ | Marcatori | 55’ G.L. Savoldi |

### Playout salvezza
| La Spezia 5 giugno 1994 Andata | Spezia               | 0 – 0 | Massese | Stadio Alberto Picco\| Arbitro: \| D. Messina (Bergamo) \| |
| Arbitro:                       | D. Messina (Bergamo) |       |         |                                                            |

| Arbitro: | Rossi (Ciampino) |

|           |           |  |
| Mitri 96’ | Marcatori |  |

## Coppa Italia
| 22 agosto 1993 1ª giornata |  | – Turno di riposo Spezia |  |  |

| Arbitro: | Cosi (Firenze) |

|               |           |                       |
| Bonfadini 21’ | Marcatori | 26’ (rig.) F. Morello |

| Arbitro: | Biasutto (Vicenza) |

|                  |           |              |
| G. Rossi 9’, 31’ | Marcatori | 46’ G. Mosca |

| Arbitro: | Sirotti (Forlì) |

|                                          |           |              |
| Zuntini 27’, 66’ Schwoch 57’ Acquali 90’ | Marcatori | 65’ Amarotti |

| La Spezia 5 settembre 1993 5ª giornata | Spezia           | 0 – 0 | Pro Sesto | Stadio Alberto Picco\| Arbitro: \| Baglioni (Prato) \| |
| Arbitro:                               | Baglioni (Prato) |       |           |                                                        |